# Boquilla (viento-metal)

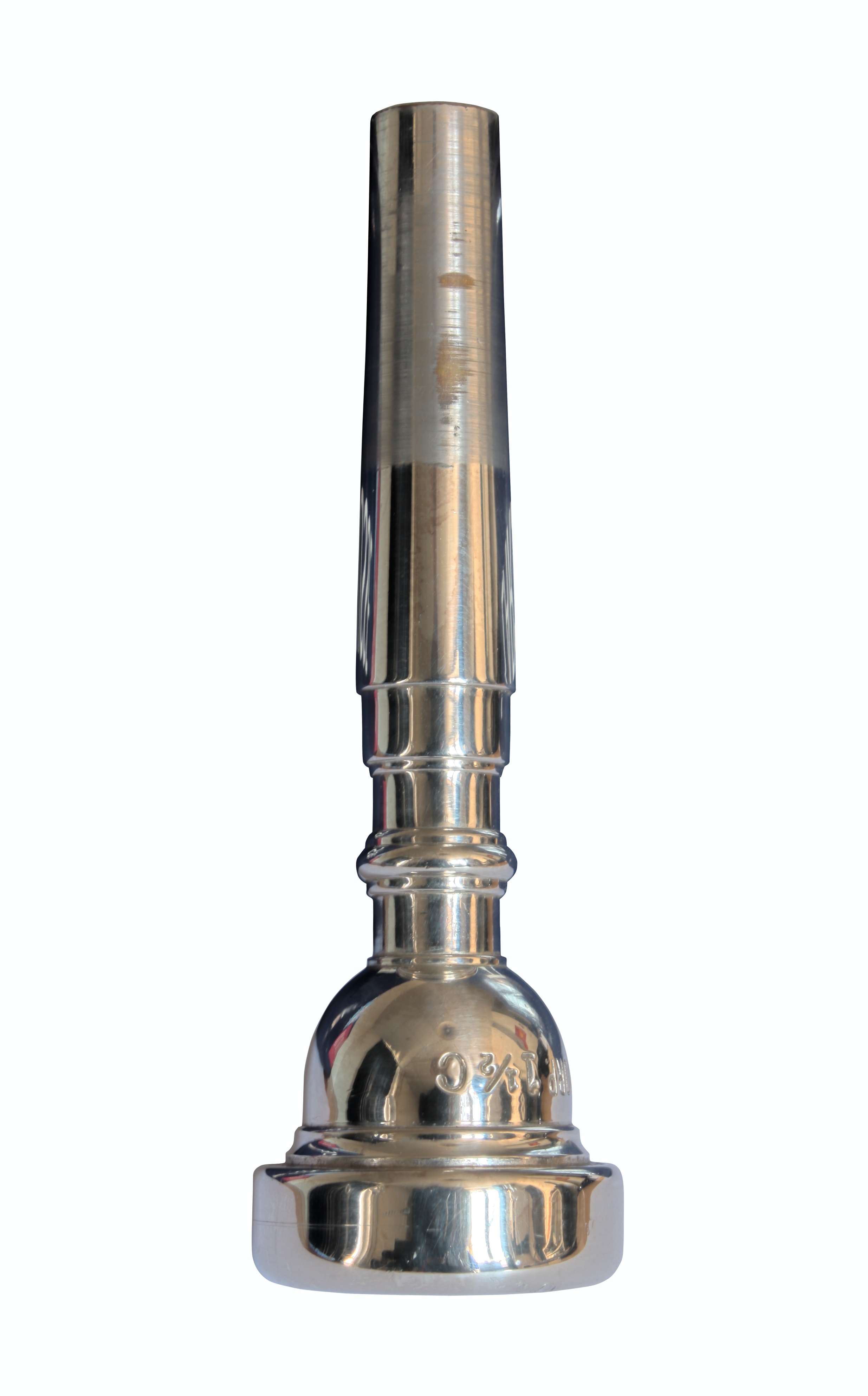
Boquilla de una trompeta.

La boquilla es una de las partes más importantes en un instrumento de viento. A través de esta pieza, el músico es capaz de generar sonido melódico por métodos humanos. Las boquillas usan vibración para sonar.
Las boquillas de los instrumentos de la familia de viento-metal (como la trompeta, el trombón, la trompa, la tuba, el bombardino, el fliscorno, etc.) se apoyan contra los labios del ejecutante, en este caso lo que vibra son los propios labios del intérprete. La boquilla es una copa de metal (generalmente latón), pero también existen de otros materiales como el vidrio. Estos instrumentos pueden cambiar de nota sin hacer uso de ninguna llave o pistón, (las notas que producen estos instrumentos en una sola posición son las mismas de la serie armónica), esto se logra mediante el cambio de presión y velocidad del aire. La boquilla también proporciona dirección y concentración a la columna del aire.

## Diseño

1. Diámetro interior
2. Grosor del borde
3. Punto culminante o contorno del borde
4. Borde interior
5. Copa
6. Granillo o cuello
7. Cono interior
8. Tudel exterior.

La boquilla tiene un gran efecto sobre el sonido del instrumento. Los principales efectos se deben a la forma de la copa, la forma de la garganta y el diámetro interior de la copa. Además, el intérprete a menudo debe elegir una boquilla que complemente su estilo de tocar el instrumento. En general, una boquilla con grano estrecho es preferida por los intérpretes que desean ejecutar notas de rango superior en su instrumento y una boquilla con grano más ancho es preferida por los que se centran en las notas graves de su instrumento.

### Anillo o Aro
El anillo se divide en tres partes que pueden ser denominadas diámetro interior, grosor del borde y punto culminante.

#### Diámetro interior
El diámetro interior es la medida del interior de la circunferencia del anillo. Es la cavidad en la que tiene lugar la vibración del labio del intérprete, por tanto, está directamente relacionado con el tipo de labio de este. Cuanto más ancho sea el diámetro interior de la boquilla, mejor se podrán ejecutar las notas graves del registro del instrumento. En cambio, un diámetro estrecho es recomendable para ejecutar las notas agudas del registro del instrumento. Por tanto, es recomendable que intérpretes con un labio pequeño o fino, empleen una boquilla con diámetro interior estrecho, dado que asegura la vibración y el esfuerzo en las notas agudas será bastante menor. Sin embargo, un labio grande estará más libre y podrá articular y vibrar con facilidad en una boquilla con diámetro interior ancho, lo que permitirá al intérprete desarrollar sonidos graves sonoros y profundos, al mismo tiempo que los sonidos agudos podrán ser ejecutados con facilidad puesto que sus labios son amplios.

#### Grosor del borde
Al igual que ocurre con el diámetro interior, el grosor del borde de la boquilla también tiene una relación directa con el grosor del labio. Es la parte de la boquilla sobre la que reposa la carne del labio del intérprete, por tanto influye directamente en la comodidad a la hora de tocar el instrumento. Si el grosor del borde es ancho, permite al intérprete ejecutar más cómodamente durante un intervalo mayor de tiempo dado que la superficie sobre la que el labio reposa es más amplia. El inconveniente de un grosor ancho es que presiona demasiado los labios y no permite la articulación de sonidos fácil y rápidamente. Para un intérprete con labios anchos es recomendable usar un grosor fino, dado que al poseer suficiente carne en los labios estarán más protegidos y así no dificultará la articulación. Hay casos excepcionales en los que el músico tiene que tocar durante muchas horas y necesita usar un borde ancho que le permita interpretar durante mucho tiempo sin cansarse y ayudándolo a sobrellevar el esfuerzo.

#### Punto culminante o contorno del borde
El punto culminante o contorno del borde es el lugar del borde de la boquilla donde se concentra la presión del labio contra la misma. La presión de este punto está relacionada directamente con el tipo de circunferencia que forme el borde. Si dicha circunferencia es grande, el punto culminante será menos agudo y habrá una sensación de mayor comodidad. Si es pequeña, el punto de contacto con la presión del labio será más estrecho y podrá ocasionar daños a éste, si el uso de la boquilla es prolongado. También hay bordes casi completamente planos, en estos la comodidad es aún mayor.
Si el punto culminante es demasiado plano, ejercerá una sujeción excesiva sobre el labio, proporcionando una sensación de comodidad, pero dificultando tanto la agilidad de ejecución como la articulación, ya que no permitirá el libre movimiento del labio.
Una vez más, es necesario tener en cuenta el grosor del labio, dado que un labio grueso podrá soportar más fácilmente un punto culminante agudo que un labio fino. Por el contrario, un labio fino necesitará un punto culminante más amplio, debido a su configuración, y se moverá con más agilidad en el interior de la boquilla, que el grueso.

### Copa

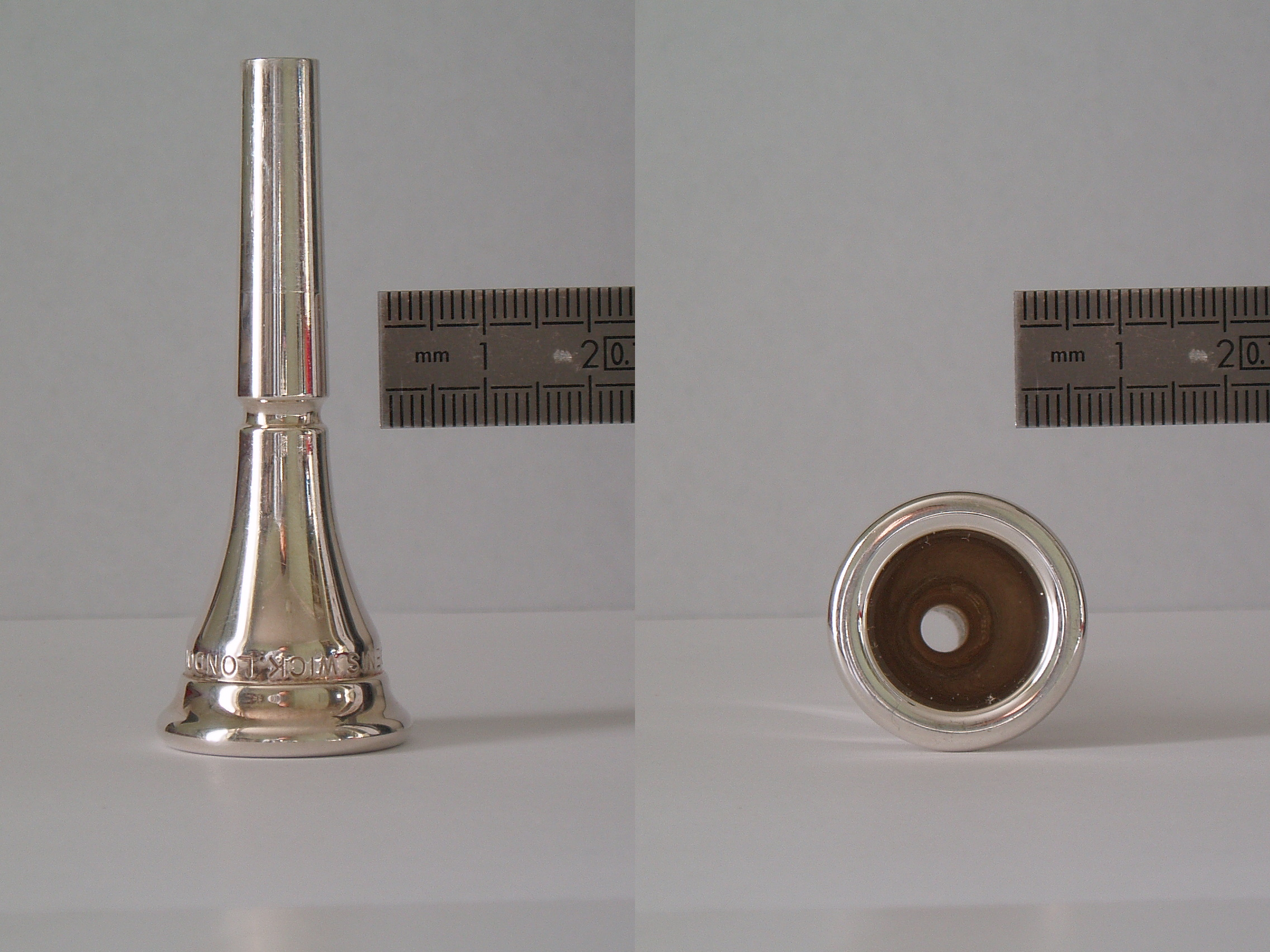
Boquilla de trompa.

La profundidad y la forma de la copa de la boquilla son los responsables de la sonoridad, la riqueza de armónicos y la facilidad para la interpretación de las notas agudas o graves.

#### Profundidad
La mayor o menor profundidad de la copa tiene una influencia directa en la facilidad para la emisión de las notas agudas o graves. Una copa con mayor profundidad facilita la ejecución de partituras con notas medias y bajas, aumentando la riqueza de armónicos y la sonoridad general. Una copa de estas características también será adecuada para un intérprete de labios gruesos, pues compensará la pérdida de volumen por la introducción del labio dentro de la boquilla. En cambio, una boquilla poco profunda ayudará a la interpretación de las notas agudas.
Las boquillas con copa poco profunda suelen ser utilizadas por músicos que interpretan música de jazz o cubana, dado que con ellas tienen más facilidad en las notas agudas y sobre-agudas.

#### Forma
Básicamente, existen dos tipos de formas de copa para una boquilla: en forma de C y en forma de V.
La boquilla en forma de C produce un sonido más oscuro y opone una mayor resistencia, aunque mejora los armónicos generales del instrumento.
La forma en V facilita la proyección y da un sonido claro. Tiene las propiedades de los instrumentos cónicos (como la trompa), en los que la columna de aire viaja con facilidad a lo largo del tubo, mejorando y compensando la emisión. El inconveniente de este tipo de boquillas es que se pierde en parte la riqueza de armónicos y la profundidad.
Para obtener una boquilla ideal se suelen mezclar ambas formas, colocando una parte superior en forma de C y otra inferior en forma de V conectando con la salida del granillo. Esto permite tener profundidad gracias a la parte superior de la copa y a la vez mejorar la claridad y resistencia con la parte inferior.

### Granillo o cuello
El granillo o cuello de la boquilla es el regulador de la presión y la cantidad de aire introducido en el instrumento, por lo que está directamente relacionado con la resistencia.
Si el granillo es ancho permitirá un sonido amplio y con volumen, dejando paso a una mayor columna de aire, pero agotará en exceso al intérprete ya que tendrá, de forma inconsciente en la mayoría de casos, que oponer resistencia cerrando la garganta. El granillo deberá estar en relación directa con la capacidad física y la profundidad de la copa, así como con el tipo de música que se vaya a interpretar.
Un granillo estrecho puede facilitar las notas agudas, pero estrangulará la columna de aire y dificultará la emisión.

### Cono interior
El cono interior es la parte interna de la boquilla que va desde el granillo a la salida de ésta. Su diseño es complejo y sus dimensiones y forma afectan significativamente tanto a las notas altas como a las bajas. Su diámetro también influye en el timbre y en la resistencia.
En este sentido, Phyllis Stork en "Tratado para boquillas" afirma que:

Para comprender mejor los efectos provocados por los diferentes canales interiores basta aplicar los principios de apreciación con respecto a la resistencia. En regla general, reduciendo el canal se obtiene: 1: más resistencia, 2: más velocidad de aire, 3: más vibraciones, 4: un sonido mas claro, 5: notas más agudas. Ensanchando el canal se produce: 1: menos resistencia, 2: velocidad inferior del aire, 3: un sonido mas oscuro.
Phyllis Stork, "Tratado para boquillas"

También es importante la forma del desarrollo del cono interior, dado que la emisión será suave y fácil en un cono con un desarrollo progresivo y uniforme, mientras que uno cuyo desarrollo sea muy brusco al principio y después se mantenga amplio, producirá un sonido más brillante y agresivo.

### Tudel exterior
El tudel exterior es la parte de la boquilla que encaja con el receptor del instrumento, que recibe el nombre de tudel. El tudel exterior es importante dado que de su correcta forma cónica y dimensiones depende el ajuste perfecto con el instrumento, ya que en caso contrario, la calidad y respuesta se verían inmediatamente disminuidas.
Si una boquilla que no se ajusta perfectamente y tiene holgura en el interior del tudel del instrumento, significara que la conicidad de alguno de los tudeles no es correcta, bien el del instrumento o el tudel exterior de la boquilla.
En función de la longitud del cono de la boquilla, entrará más o menos en el instrumento, lo que afectará a la dimensión de la cámara que se encuentra entre el final de la boquilla y la pared de encaje del tudel del instrumento. La dimensión de ésta afecta en gran medida a la resistencia y claridad del sonido final.

## Material
Es necesario distinguir entre el tipo de material con el que está construida la boquilla y el baño o material añadido que recubre la misma. El material preferido en la construcción de boquillas es el latón, con diferentes proporciones de cobre y zinc, debido a su precio y su excelente sonoridad, aunque también se han empleado otro tipo de materiales como: aleación de aluminio, fósforo, bronce, cobre, acero, teflón, nailon, plata, vidrio y latón, entre otros.
Respecto al baño o material añadido, pese a que no afecta realmente al sonido (ya que únicamente afecta a la apariencia estética y al tacto de la boquilla) es importante destacar que dado que la boquilla esta en contacto con una parte delicada del intérprete y que esta parte esta en constante vibración el acabado superficial es un factor importante para no causar molestias al intérprete. Por su componente estético, los materiales más empleados para el baño de la boquilla son el oro y la plata.
Es frecuente ver anillos fabricados de plástico, ya que el sonido de la boquilla no se ve afectado y son de gran utilidad para personas con algún tipo de alergia a los metales o que tienen que tocar al aire libre además de ser más baratas y fáciles de producir. En este último caso, el plástico o el nailon les alivia del frío que el metal puede producir en los labios y de la incomodidad que esto produce.
- Datos: Q523753
- Multimedia: Brass mouthpieces / Q523753